# Chiara Margarita Cozzolani
Chiara Margarita Cozzolani, född 1602, död 1678, var en italiensk sångerska, kompositör och nunna.
Margarita Cozzolani, det yngsta barnet i en förmögen milanesisk handelsfamilj, fick, som traditionen var, en musikalisk utbildning hemma, reserverad för dåtidens rika unga kvinnor. Hon gick sedan in i benediktinerklostret Santa Radegonda och avlade löften år 1620 under namnet Chiara. Hon nämns i klostrets dokumentation i samband med tvister om regleringen av musiken inom institutionen.
En utmärkt sångerska, 'Donna Chiara Margarita Cozzolani', som hon kallas på titelsidorna till sina verk, räknas bland minst tolv 1600-talsnunnor som också var kompositörer. Hennes första publikation från 1640 har gått förlorad, liksom basso continuo- stämman från en senare utgåva av solomotetter från 1648. Det som återstår av hennes kompositionsarbete gör att vi kan tillskriva henne en roll av stor betydelse i den milanesiska musikscenen i mitten av 1600-talet .
Efter publiceringen av Psaltaren 1650 upphörde hennes kompositionsverksamhet, kanske också på grund av de åtaganden som uppstod till följd av de nya positionerna som abbedissa och priorinna och kanske delvis för att lyda kardinal Alfonso Litta , en ideologisk anhängare av Sankt Karl Borromeo och en motståndare till kyrkomusikens "oregelbundenheter".